# Олег Владимирович
Олег Владимирович (ум. до 1217) — пронский князь (1207—до 1217), сын Владимира Глебовича. 
В 1207 году вместе с братом Глебом оклеветал других рязанских князей перед Всеволодом Большое Гнездо, в результате чего были схвачены их дядья Роман, Святослав Глебовичи и двоюродные братья Ингварь и Юрий Игоревичи. Вместе с владимирским войском Олег участвовал в осаде Пронска, отразил организованный его двоюродным братом Романом Игоревичем деблокирующий удар и получил пронское княжение.
Сведений о семье и потомках Олега не сохранилось